# Ferdinando Nelli Feroci
Ferdinando Nelli Feroci (ur. 18 grudnia 1946 w Pizie) – włoski urzędnik państwowy, prawnik i dyplomata, komisarz europejski ds. przemysłu i przedsiębiorczości.

## Życiorys
Ukończył w 1970 studia prawnicze na Uniwersytecie w Pizie, specjalizował się w zakresie prawa europejskiego. Był wykładowcą na różnych uczelniach krajowych i zagranicznych. Od 1972 do 2013 związany z dyplomacją. Był m.in. urzędnikiem w stałym przedstawicielstwie Włoch przy ONZ (1976–1980), dyrektorem sekcji gospodarczo-handlowej ambasady w Algierii (1980–1983), radcą politycznym w Paryżu (1991–1995), zastępcą ambasadora w Pekinie (1995–1998), a także doradcą ds. dyplomacji włoskiego wicepremiera i ministra kultury (1998–1999). Pełnił funkcję dyrektora generalnego ds. europejskich w Ministerstwie Spraw Zagranicznych (2004–2006), a następnie dyrektora generalnego tego resortu (do 2008). W latach 2008–2013 sprawował urząd ambasadora Włoch przy Unii Europejskiej.
16 lipca 2014 Parlament Europejski wybrał go na komisarza europejskiego ds. przemysłu i przedsiębiorczości (do zakończenia kadencji Komisji Europejskiej José Barroso).